# 포레나 킨텍스
포레나 킨텍스(영어: FORENA KINTEX)는 대한민국 경기도 고양시 일산서구 대화동에 위치한 아파트 단지이다. 시설은 주거시설, 브로멕스 타워(Bromax Tower)의 시설에는 업무시설과 방송시설이 있다. 2021~2022년쯤부터 아파트 명칭 브랜드를 킨텍스 한화 포레나로 변경한다는 카더라가 떠돌고 있다가, 2022년, 단지 정식 명칭이 킨텍스 꿈에그린에서 포레나 킨텍스로 변경되었다.  